# LM317
L'LM317 è un circuito elettronico integrato regolatore di tensione. Alla stessa serie appartengono anche gli integrati LM117 ed LM217 (rispettivamente, il modello a standard militari e il modello a standard industriali). È stato uno dei primi regolatori di tensione ad essere realizzati e tuttora è uno dei più diffusi. Venne inventato nel 1970 da Robert C. Dobkin e da Robert J. Widlar, per la National Semiconductor.

## Caratteristiche

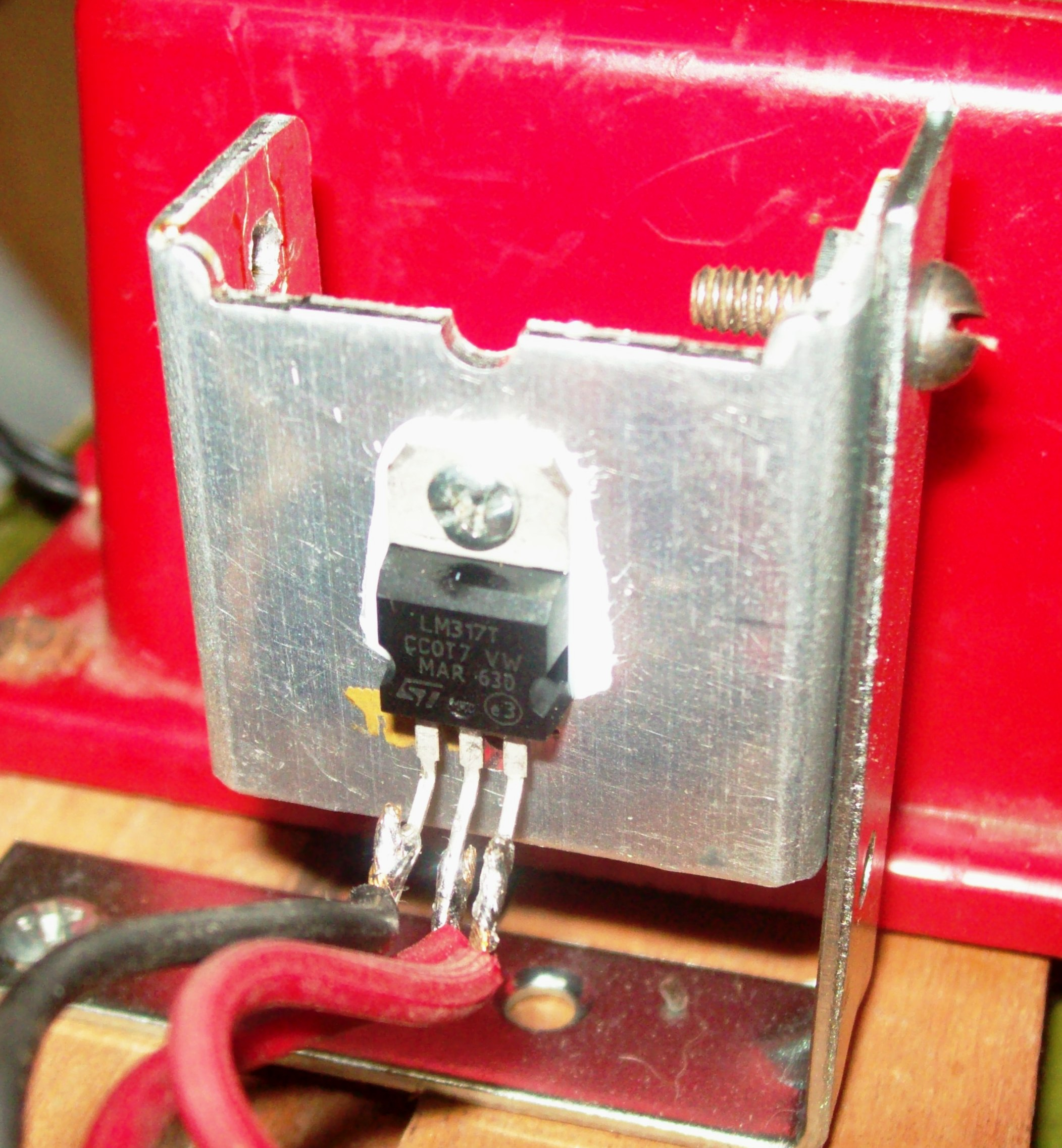
L'integrato LM317 montato su dissipatore.

L'integrato LM317 viene presentato come un integrato regolatore variabile di tensione positiva e stabilizzata, con una corrente massima erogabile di 1,5 A. È dotato di 3 terminali denominati input, output ed adjust e viene commercializzato in diversi package, ognuno identificato da una diversa lettera aggiunta alla fine della sigla dell'integrato. Due package molto diffusi sono il TO-220, per il quale la lettera identificativa è la T, ed il TO-3, la cui lettera identificativa è la K. A seconda della casa produttrice esiste anche in package a tecnologia a montaggio superficiale (SMT): infatti, sebbene sia stato inizialmente introdotto dalla National Semiconductor, anche altre case costruttrici sono autorizzate alla sua produzione.
La tensione in uscita è regolabile a piacere purché si mantenga una differenza tra tensione in ingresso e tensione in uscita inferiore a 40 V (60V per la versione LM317HV, High Voltage). L'integrato inoltre introduce di per sé una caduta di tensione tra ingresso e uscita (detta tensione di drop-out), non superiore a 3 V.
La regolazione della tensione d'uscita avviene, da parte del componente, mantenendo una caduta di tensione costante e pari a 1,25 V tra il terminale di regolazione e l'uscita. Ciò pone un limite inferiore alla tensione ottenibile all'uscita che è pari a 1,25 V, sebbene tale limite sia superabile con alcuni accorgimenti. Alcuni esempi:
| Tensione in ingresso | Massima tensione in uscita | Minima tensione in uscita |
| -------------------- | -------------------------- | ------------------------- |
| 24 V                 | 21 V                       | 1,25 V                    |
| 40 V                 | 37 V                       | 1,25 V                    |
| 60 V                 | 57 V                       | 20 V                      |

L'integrato dispone di una protezione interna contro le sovracorrenti, agente anche in caso di corto circuito, che opera una riduzione della tensione d'uscita tale da limitare la corrente ad 1,5 A massimi. Va tenuto presente che in queste condizioni il regolatore si trova ad erogare la massima corrente e che, riducendo la sua tensione d'uscita, la caduta di tensione ai suoi capi tende all'aumento: la potenza dissipata tende quindi ad aumentare, anche considerevolmente, rispetto ai valori di funzionamento a regime e con essa anche il calore generato dal dispositivo, che è in prima approssimazione proporzionale alla potenza dissipata.
Si riporta di seguito una tabella riassuntiva delle principali caratteristiche degli integrati LM317, LM117 ed LM217. Si noti come, per questi ultimi due integrati, l'unico parametro che differisce sia la temperatura di giunzione.
| Simbolo | Parametro                                             | Valore                | Unità di misura |
| ------- | ----------------------------------------------------- | --------------------- | --------------- |
| VI-O    | Massima differenza di tensione tra ingresso ed uscita | 40                    | V               |
| IO      | Corrente in uscita                                    | Limitata internamente |                 |
| TOP     | Temperatura di giunzione (LM117)                      | da -55 a 150          | °C              |
| TOP     | Temperatura di giunzione (LM217)                      | da -25 a 150          | °C              |
| TOP     | Temperatura di giunzione (LM317)                      | da 0 a 125            | °C              |
| PTOT    | Potenza dissipata                                     | Limitata internamente |                 |
| TSTG    | Temperatura ambiente                                  | da -65 a 150          | °C              |

## Utilizzo

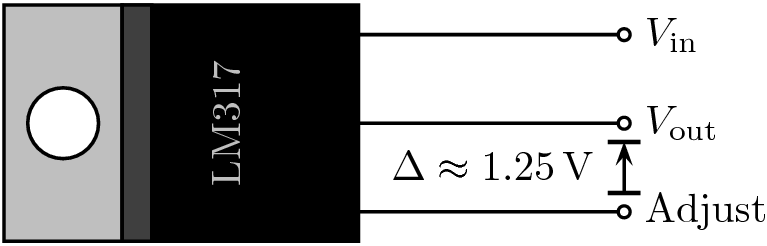
Disegno di un LM317 e relativa piedinatura. Si ricorda che il piedino centrale è collegato all'aletta metallica a cui può venir collegato un dissipatore.

Schema di un LM317 nella tipica applicazione come regolatore di tensione. Sono presenti anche i tipici condensatori di filtro per ridurre gli effetti del rumore in ingresso e per gestire i transienti sul terminale di uscita.

L'utilizzo più comune vede lo LM317 impiegato come regolatore di tensione. I terminali di input, output ed adjust vengono connessi - rispettivamente - alla sorgente di tensione, al carico da alimentare e ad una circuiteria che fissa la tensione d'uscita.
Il caso più semplice prevede l'utilizzo di un partitore di tensione, costituito da due resistori - R1 ed R2 (rispettivamente RH ed RL nello schema a destra), per fissare la tensione d'uscita: la resistenza del primo resistore è generalmente assunta di valore ridotto, in modo da assicurare la minima corrente di carico necessaria al corretto funzionamento dell'LM317, mentre il valore della seconda viene scelto in base alla tensione che si desidera ottenere all'uscita secondo la seguente formula:
{\displaystyle V_{OUT}=V_{REF}\left(1+{\frac {R2}{R1}}\right)+I_{ADJ}R2}
Di conseguenza, il calcolo di {\displaystyle R2} viene eseguito con la seguente formula:
{\displaystyle R2={\frac {V_{R2}}{I_{R2}}}={\frac {V_{OUT}-V_{REF}}{{\frac {V_{REF}}{R1}}+I_{ADJ}}}={\frac {V_{OUT}-V_{REF}}{I_{R1}+I_{ADJ}}}}
dove VR2 e IR2 sono, rispettivamente, la tensione ai capi e la corrente circolante in R2.
Il valore di IADJ viene di solito trascurato, poiché il suo ordine di grandezza varia dai cinquantesimi ai centesimi di IR1 (variazioni causate dalle inevitabili tolleranze di produzione).
Al posto di un resistore con un valore fisso, R2 può essere sostituito da un resistore variabile: in questo modo è possibile scegliere con precisione il valore da ottenere in uscita. Tipicamente si opterà per un trimmer nel caso sia necessaria una taratura occasionale del circuito, o per un potenziometro qualora il circuito debba essere regolato più spesso.
Questa semplicità d'utilizzo pone l'LM317 tra le prime opzioni qualora si debba realizzare un alimentatore a tensione variabile o fissa, anche non convenzionale.
È da notare, infine, che spesso lo schema di base composto dal solo partitore di regolazione viene integrato da altri componenti per migliorare le caratteristiche complessive del circuito (si rimanda alla lettura del datasheet).

### Altri utilizzi

Schema dell'integrato LM317 utilizzato come regolatore di corrente.

La semplicità del principio di funzionamento di questo dispositivo lo rende adattabile a svariate applicazioni. LM317 infatti può funzionare come regolatore (o generatore) di corrente, cioè come un dipolo che è in grado di imprimere una corrente costante al ramo in cui è inserito. Per ottenere tale risultato è sufficiente una semplice tensione di pinch-off tra i terminali adjust ed output (vedi figura).
Il calcolo della corrente d'uscita è immediato: sapendo che il regolatore tende a mantenere una tensione di 1,25 V tra i terminali output ed adjust, varrà la Legge di Ohm:
{\displaystyle V_{REF}=RI=1,25V}
perciò il valore della corrente sarà pari a:
{\displaystyle I={\dfrac {V_{REF}}{R}}={\dfrac {1,25V}{R}}}
Utilizzando, ad esempio, una resistenza di valore pari ad 1,25 Ω, la corrente erogata sarà pari ad 1 A. Qualora si necessitasse di ridurla basterà aumentare il valore della resistenza, o inserirne una seconda, anche variabile, in serie a quella già presente: è una pratica comune, infatti, inserire una resistenza che fissi il valore massimo della corrente in serie ad un potenziometro od un trimmer che consentano la regolazione.
Resta fermo il limite della corrente massima erogabile di 1,5 A, il quale fissa il valore minimo della resistenza pari a 830 mΩ. Va infine ricordato che la resistenza scelta dev'essere in grado di sopportare la potenza che andrà a dissipare durante il funzionamento, pari a RI2.
Altri utilizzi sono suggeriti dal costruttore nel datasheet del componente, cui si rimanda per maggiori dettagli. 

## Varianti
Dell'integrato LM317, oltre ai già citati LM117 ed LM217, esiste anche un'altra variante, l'LM337 ideata da Robert A. Pease e commercializzata sempre dalla National Semiconductor. Essa presenta le stesse caratteristiche dell'LM317 con l'unica, grande differenza di non essere un regolatore di tensione positiva, bensì un regolatore di tensione negativa. Esiste una versione, LM317L, dove la L indica sia il package diverso, (vedasi il paragrafo 1) in questo caso un package TO-92 sia la diversa corrente erogabile in uscita di 100mA. Può così essere utilizzato per piccoli circuiti con assorbimenti modesti mantenendo dimensioni compatte e senza dover ricorrere alla tecnologia switching.
Esistono delle varianti con corrente di uscita più elevata: l'LM350 può erogare fino a 3 Ampere, mentre l'LM338 può erogare fino a 5 Ampere.
Sebbene non siano propriamente delle varianti, si segnalano gli integrati della serie 7800 e 7900, rispettivamente a tensione positiva e a tensione negativa. Hanno caratteristiche simili, ma erogano valori di tensione fissi compresi tra 5 e 24 V.